# Pripčići
Pripčići este un oraș din сomuna Bijelo Polje, Muntenegru. Conform datelor de la recensământul din 2003, localitatea are 190 de locuitori (la recensământul din 1991 erau 258 de locuitori).

## Demografie
În satul Pripčići locuiesc 142 de persoane adulte, iar vârsta medie a populației este de 33,5 de ani (30,1 la bărbați și 37,7 la femei). În localitate sunt 48 de gospodării, iar numărul mediu de membri în gospodărie este de 3,96.
|  |

| Demografie | Demografie | Demografie |
| An         | Locuitori  | Locuitori  |
| ---------- | ---------- | ---------- |
|            |            |            |
|            |            |            |
|            |            |            |
|            |            |            |
| 1948       | 217        |            |
| 1953       | 251        |            |
| 1961       | 284        |            |
| 1971       | 292        |            |
| 1981       | 335        |            |
| 1991       | 258        | 258        |
| 2003       | 233        | 190        |

| \| Componența etnică conform recensământului din 2003[2] \| Componența etnică conform recensământului din 2003[2] \| Componența etnică conform recensământului din 2003[2] \| Componența etnică conform recensământului din 2003[2] \| Componența etnică conform recensământului din 2003[2] \| \| ----------------------------------------------------- \| ----------------------------------------------------- \| ----------------------------------------------------- \| ----------------------------------------------------- \| ----------------------------------------------------- \| \| \| \| \| \| \| \| Sârbi \| Sârbi \| \| 120 \| 63,15% \| \| Musulmani \| Musulmani \| \| 33 \| 17,36% \| \| Muntenegreni \| Muntenegreni \| \| 28 \| 14,73% \| \| necunoscută \| necunoscută \| \| 0 \| 0% \| |              |  |     |        |
| Componența etnică conform recensământului din 2003 |              |  |     |        |
| |              |  |     |        |
| Sârbi | Sârbi        |  | 120 | 63,15% |
| Musulmani | Musulmani    |  | 33  | 17,36% |
| Muntenegreni | Muntenegreni |  | 28  | 14,73% |
| necunoscută | necunoscută  |  | 0   | 0%     |